# Herman Münninghoff
Herman Ferdinandus Maria Münninghoff OFM (ur. 30 listopada 1921 w Woerden, zm. 7 lutego 2018 w Wijchen) – holenderski duchowny katolicki posługujący w Indonezji, biskup diecezjalny Jayapura 1972–1997.

## Życiorys
Święcenia kapłańskie otrzymał 15 marca 1953.
6 maja 1972 papież Paweł VI mianował go biskupem diecezjalnym Jayapura. 10 września tego samego roku z rąk kardynała Justinusa Darmojuwono przyjął sakrę biskupią. 29 sierpnia 1997, ze względu na wiek, złożył rezygnację z zajmowanej funkcji na ręce papieża Jana Pawła II.
Zmarł 7 lutego 2018.